# Bolly Lapok
Datuk Bolly anak Lapok PGBK, DPMS (* 10. August 1952, Sebemban, Simanggang, Sarawak, Britisches Weltreich) war der vierte Metropolitan Archbishop und Primas der anglikanischen Church of the Province of South East Asia, sowie Bischof von Kuching.
Als Mitglied der Volksgruppe der Iban war Bolly der erste Primas der Provinz aus Sarawak.

## Leben

### Jugend und Ausbildung
Bolly wurde Sarawak geboren in einem traditionellen Langhaus-Dorf einer Iban-Familie in Sebemban, in der Nähe von Simanggang (heute: Sri Aman). Er erhielt seine Schulausbildung in den Schulen in Selanjan und Pantu. Seine weiterführende Schule bis zur Oberstufe (Sixth form) war die Simanggang Secondary School.
1972 begann Bolly seine theologische Ausbildung am House of the Epiphany, dem theologischen Seminar der anglikanischen Diocese of Kuching, welche er mit einem Diplom in Theologie 1974 abschloss. Er führte seine Studien weiter, um ein Licentiat in Theologie zu erwerben sowie ein Scholar in Theology 1977. 1983 ging er an das Westhill College (heute Teil der University of Birmingham), um mit einem Stipendium der United Society for the Propagation of the Gospel (USPG) weitere Studien in Pastoraltheologie, Ökumenism und Englisch zu absolvieren. In dieser Zeit besuchte er auch Rom zum Studium von Anglikanisch – Katholischem Dialog. 2001 führte er mit einem weiteren USPG-Stipendium postgraduate Studies in Missiology durch an der University of Birmingham; er graduierte 2007 mit einem Master of Arts.

## Amtszeit
Am 2. März 1975 wurde Bolly ordiniert als Diakon. Da er noch nicht das kanonische Alter für die Ordination erreicht hatte, musste ein spezieller Dispens vom Erzbischof von Canterbury, damals Donald Coggan, eingeholt werden. Am 7. Dezember desselben Jahres wurde er als Priester für das Parish St. Luke in Simanggang ordiniert.
1978 wurde er in das ländliche Parish St. Boniface in Mamut in der Nähe von Miri berufen. Er kehrte 1983 in das Parish St. John in Sibu zurück und ging 1984 nach St. Thomas in Bintulu. Am 13. Juni 1991 wurde er als Archdeacon of North Sarawak and Brunei berufen und blieb mehrere Jahre in dieser Position. Er wurde am 5. September 1999 als Assistant Bishop of Kuching gewählt.
Am 15. April 2007 wurde Bolly als 13. Bischof von Kuching geweiht in Nachfolge von Right Reverend Datuk Made Katib. In der Außerordentlichen Provinzial-Synode am 21. bis 23. September 2011 in Kota Kinabalu, Sabah, Malaysia wurde er als Erzbischof der Church of the Province of South East Asia gewählt und am 12. Februar 2012 in der St. Thomas’ Cathedral in Kuching geweiht. Er trat damit die Nachfolge an von Most Reverend John Chew. Er ist die erste Person aus Sarawak, sowie erst der zweite Malaysier der diese Position einnimmt (Der erste war der Bischof von Sabah, Datuk Yong Ping Chung).
Bolly war Vorsitzender der Association of Churches in Sarawak seit 2009.

## Familie
Bolly war verheiratet mit Lily Unchau seit 1981. Er hatte sie als Priester in Mamut kennengelernt. Lily Unchau starb am 27. Mai 2006.
Am 18. August 2007 heiratet Bolly Mary Jean Baba in einer Zeremonie in der Bishop’s Chapel. Bolly hat insgesamt vier Kinder aus seinen zwei Ehen (zwei eigene Kinder und zwei Stief-Kinder aus der zweiten Ehe).